# Comuna de Drużbice
Drużbice (polaco: Gmina Drużbice) é uma gminy (comuna) na Polónia, na voivodia de Lodz e no condado de Bełchatowski. A sede do condado é a cidade de Drużbice.
De acordo com os censos de 2004, a comuna tem 4868 habitantes, com uma densidade 42,5 hab/km².

## Área
Estende-se por uma área de 114,52 km², incluindo:
- área agricola: 77%
- área florestal: 17%

## Demografia
Dados de 30 de Junho 2004:
|                      | Total   | Total | Mulheres | Mulheres | Homens  | Homens |
| -------------------- | ------- | ----- | -------- | -------- | ------- | ------ |
|                      | pessoas | %     | pessoas  | %        | pessoas | %      |
| População            | 4868    | 100   | 2483     | 51       | 2385    | 49     |
| Densidade (pop./km²) | 42,5    | 100   | 21,7     | 21,7     | 20,8    | 20,8   |

De acordo com dados de 2002, o rendimento médio per capita ascendia a 1420,67 zł.

## Subdivisões
- Brzezie, Bukowie Dolne, Bukowie Górne, Chynów, Drużbice, Drużbice-Kolonia, Głupice, Gręboszów, Hucisko, Józefów, Kazimierzów, Kącik, Kobyłki, Łęczyca, Patok, Podstoła, Rasy, Rawicz, Rożniatowice, Skrajne, Stefanów, Stoki, Suchcice, Teofilów, Teresin, Wadlew, Wdowin, Wdowin-Kolonia, Wola Rożniatowska, Zabiełłów, Zwierzyniec Duży

## Comunas vizinhas
- Bełchatów, Dłutów, Grabica, Wola Krzysztoporska, Zelów